# Jenna Ushkowitz
Jenna Noelle Ushkowitz (Seul, 28 aprile 1986) è un'attrice, cantante e produttrice teatrale sudcoreana naturalizzata statunitense, che lavora in campo teatrale, cinematografico e televisivo, nota principalmente per il ruolo di Tina Cohen-Chang nella serie televisiva Glee.

## Biografia
Jenna è nata a Seul, ed è stata adottata quando aveva tre mesi. Ha vissuto, quindi, con i suoi genitori adottivi nell'East Meadow, New York.
È cattolica, anche se il suo cognome le è stato dato dal nonno adottivo che invece era ebreo; ha frequentato la Parkway Elementary School e la Holy Trinity Diocesan High School, una scuola cattolica ad Hicksville, che si trova a Long Island, un posto conosciuto per il suo forte dipartimento teatrale. Durante il liceo ha partecipato a numerosi musical, inclusa la prima interpretazione di "Les Miserables" del suo liceo. Ha interpretato Penny in Honk! , Inez in The Baker's Wife, Cappuccetto Rosso in Into The Hoods e Romaine Patterson in The Laramie Project. Si è diplomata nel 2004 e si è trasferita per frequentare il Marymount Manhattan College, dove ha riottenuto il ruolo di Cappuccetto Rosso nello stesso musical che anche il college mise in atto. Si è laureata nel 2007 con un B.A. in Arti Teatrali, con una specializzazione in Performance e, con minor evidenza, anche in Musical.

## Vita Privata
In agosto 2020, annuncia il suo fidanzamento con David Stanley, con cui si sposa il 24 luglio 2021.
A gennaio 2022 la coppia ha dichiarato di aspettare la loro prima figlia, nata a giugno 2022.
Nel 2024 annuncia tramite canali social, la seconda gravidanza.

## Carriera
Jenna Ushkowitz entrò nel mondo dello spettacolo sin da quando aveva tre anni. Da bambina, apparì in Sesame Street e altri spettacoli televisivi per bambini. Ottenne il suo primo ruolo in un musical di Broadway nel 1996, nel revival di The King And I. A tredici anni, cantò l'inno nazionale americano all'inizio di una partita degli Knicks, giocata al Madison Square Garden. Ha inoltre sostituito i ruoli di Anna, Martha, Thea e Ilse nel musical di Broadway Spring Awakening iniziato nel 2008.
Nel 2009 ottenne il ruolo di Tina Cohen-Chang, nel telefilm della Fox, Glee. Il regista di questo telefilm, invece che ingaggiare attori già piuttosto esperti nel campo televisivo, ha preferito cercare attori che potessero ben calarsi nel ruolo di attori di musical, per questo ha trascorso tre mesi a Broadway: qui ha trovato Jenna Ushkowitz. Inizialmente, non le era stato detto molto sulla storia passata del suo personaggio, e credeva anche che la sua balbuzia fosse reale, ma quando la realtà fu rivelata ne fu contenta, ma disse: «Sarebbe stato divertente tenerlo, le avrebbe dato un altro vezzo, ma questo apre un'altra serie di porte per Tina.»
Raymund Flandez di The Wall Street Journal ha commentato la sua cover di True Color come una dimostrazione di voce forte e cristallina, mentre Gerrick D. Kennedy, scrivendo per il Los Angeles Times, ha scritto che l'ha resa toccante e strappalacrime. Rolling Stone Erica Futterman scrisse invece della sua performance di Because You Loved Me, «La ricchezza della sua voce da' nuove sfumature alla canzone, ed è davvero bello vedere Tina riceverai un brano che si adatta alle sue capacità vocali.» Jenna Ushkowitz ha anche eseguito concerti dal vivo negli Stati Uniti, Canada, Regno Unito e Irlanda con i suoi membri del cast di Glee e scritto un libro: Choosing Glee.
Nel 2016 entra a far parte del cast del musical Broadway Waitress sostituendo Kimiko Glenn.

## Filmografia

### Cinema
- Glee: The 3D Concert Movie, regia di Kevin Tancharoen (2011)
- Yellow Fever, regia di Kat Moon (2017)
- Hello Again, regia di Tom Gustafson (2017)
- 1 Night in San Diego, regia di Penelope Lawson (2020)

### Televisione
- Zack e Cody al Grand Hotel (The Suite Life of Zack & Cody) – serie TV, episodio 3x14 (2007)
- Glee – serie TV, 106 episodi (2009-2015)
- When I Was 17 – programma televisivo, episodio 32 (2010)
- The Glee Project – programma televisivo, episodio 1x08 (2011)

### Video musicali
- "Marry the Night" di Lady Gaga (2011)
- "Swish Swish" di Katy Perry (2017)

## Doppiatrici italiane
- Letizia Ciampa in Glee, Glee: The 3D Concert Movie

## Teatro

### Attrice
- 1996-1998: The King and I – nel ruolo di Royal Child (Neil Simon Theatre)
- 2008: Spring Awakening – nel ruolo di Ilse Neumann (Eugene O'Neill Theatre)
- 2014: Hair – nel ruolo di Jeannie Ryan (Hollywood Bowl)
- 2016: Waitress – nel ruolo di Dawn Williams (Brooks Atkinson Theatre)

### Produttrice
- 2017-2018: Once on This Island
- 2019: Be More Chill
- 2019: The Inheritance